# Nebria bonellii
Nebria bonellii es una especie de escarabajo del género Nebria, familia Carabidae. Fue descrita científicamente por M.Adams en 1817.

## Distribución geográfica
Habita en Turquía, Georgia y Rusia.